# سلطان بن سالمين المنصوري
سلطان بن سالمين سعيد المنصوري سياسي ودبلوماسي قطري والسفير الحالي لدولة قطر في الإمارات العربية المتحدة.

## السيرة
ولد في الدوحة بتاريخ 10 أكتوبر1960، وانخرط في الحياة العسكرية بعد أن أنهى دراسته من مركز الطيران البريطاني عام 1979، ملتحقاً بالقوات الجوية الأميرية وعمل فيها فترة طويلة وأصبح مدرب طيران بمدرسة التدريب المركزي في المملكة المتحدة،[بحاجة لمصدر] انتقل عام 2013 للعمل في وزارة الخارجية وحصل على درجة سفير مفوض فوق العادة وأصبح سفير دولة قطر في كل من الصين والنمسا والإمارات العربية المتحدة. تحصل على ماجستير علوم عسكرية من كلية القيادة والأركان - جمهورية مصر العربية 1992.[بحاجة لمصدر] ودكتوراه في الفلسفة الاستراتيجية من أكاديمية ناصر في القاهرة عام 2009.[بحاجة لمصدر]

## المناصب
- قائد السرب التاسع عام 1991.
- قائد جناح الهليكوبتر عام 1996.
- ملحق مدرب طيران بمدرسة التدريب المركزي/ برطانيا، عام 1997.
- ملحق عسكري في بريطانيا خلال الفترة 2002-2003 وملحق عسكري غير مقيم في فرنسا.
- قائد قاعدة الدوحة الجوية عام 2003.
- مدير العمليات والتدريب بالقوات الجوية الاميرية خلال الفترة 2003-2013.[2]
- سفير دولة قطر لدى جمهورية الصين الشعبية عام 2013 حتى عام 2019، وسفير غير مقيم لدى كل من منغوليا وكوريا الشمالية.[3]
- سفير دولة قطر لدى جمهورية النمسا والمندوب الدائم لدى المنظمات الدولية بفيينا عام 2019 حتى عام 2023.[4]
- سفير دولة قطر لدى دولة الإمارات العربية المتحدة سبتمبر 2023.